# 四乙酰基乙烷
四乙酰基乙烷（3,4-二乙酰基-2,5-己二酮）是一种有机化合物，化学式为[CH(C(O)CH3)2]2。它是一种白色固体，在杂环前体和金属配合物方面有所研究。它可由乙酰丙酮钠的氧化反应制得：
I2  +  2 NaCH(C(O)CH3)2  →  [CH(C(O)CH3)2]2  +  2 NaI
X射线单晶衍射表明，它以烯醇的形式存在，两个C3O2H环以接近 90° 的二面角扭曲。它的金属配合物可由其共轭碱制得，如二钌衍生物[Ru(acac)2]2[C(C(O)CH3)2]2。